# Suddivisione amministrativa della repubblica di Lucca
Dal Basso Medioevo le suddivisioni amministrative della Repubblica di Lucca comprendevano vicarie, o commissariati, e comunità. La suddivisione in vicarie e commissariati venne confermata sia dallo statuto del 1308 che da quello del 1539 e rimase in vigore fino al 1799, anno in cui venne a cessare il governo oligarchico.
Da tale suddivisione era esclusa la città capitale, Lucca, la quale era direttamente amministrata dal governo, ovvero dal "Collegio degli anziani" e dal "Consiglio generale".

## Vicarie
Le vicarie medievali erano relativamente estese. In seguito, con il riassetto e ridimensionamento territoriale della Repubblica verificatosi tra il XIV e il XV secolo, esse ridussero la loro superficie, anche perché si ritenne necessaria una più capillare presenza dei funzionari del governo centrale (detti vicari o commissari) sul territorio, questo per difendere i confini ed aumentare la coesione delle comunità soggette ed il loro legame con il centro della Repubblica.
I compiti del vicario o commissario (dal XVI secolo il termine più utilizzato era questo) erano essenzialmente i seguenti:
- giudice di primo grado
- responsabile della polizia locale
- responsabile dei presidi militari, delle fortificazioni e della difesa dei confini (quasi tutte le vicarie confinavano con stati esteri)
- responsabile della prima composizione di eventuali dissidi tra comunità della medesima vicaria (tali conflitti potevano poi diventare materia oggetto di attenzione da parte del governo centrale).

### Elenco delle vicarie e commissariati esistenti nella seconda metà del XVIII secolo
- Provincia delle Sei Miglia (Lucchesia) - 14 vicarìe e commissariati
  - Lucca città, terzieri di S. Paolino, S. Salvatore, S. Martino)
  - Banda e Vicarìa delle Sei Miglia Capannori, 1673, poi commissariato
  - Vicaria di Villa Basilica e Valleriana, 1437
  - Banda del Ponte a Moriano
  - Banda e Vicaria di Nozzano, poi commissariato
  - Banda del Monte S. Quirico
  - Banda di Colle e Vicaria di Pieve di Compito poi commissariato
  - Banda di S. Maria del Giudice
- Provincia della Marina (Versilia)
  - Vicaria della Marina o di Viareggio, 1617
  - Vicaria poi commissariato di Camaiore, podesteria di Montèggiori
  - Commissariato di Massarosa e Gualdo, al Capitolo del Duomo di Lucca fino al 1801
  - Vicaria poi commissariato di Montignoso, exclave
- Provincia della Montagna
- - Val di Serchio
  - Vicaria di Borgo a Mozzano e Brancoleria
  - Vicaria poi commissariato di Coreglia (Coreglia Antelminelli), 1441
  - Vicaria poi commissariato di Pescaglia e Valdiroggio, 1602
  - Vicaria di Gallicano
  - Vicaria poi commissariato di Villa Basilica e Valleriana, 1437
- - Val di Lima
  - Vicaria di Val di Lima o dei Bagni a Còrsena(Bagni di Lucca), 1308, 1446, 1685
- - Garfagnana
- Vicaria di Castiglione (Castiglione di Garfagnana), 1227 (exclave)
- Vicaria di Minucciano e Terre di Oltregiogo, 1463

## Comunità
Ciascuna vicaria era suddivisa in comunità. Le comunità non potevano estendersi che all'interno della medesima vicaria.
Ogni comunità era dotata di un proprio statuto, che doveva essere approvato dal Consiglio generale della Repubblica, e di un proprio parlamento, composto dai maschi adulti della comunità (in genere l'età adulta si raggiungeva a 21 anni).
Il parlamento, ogni anno eleggeva dei sindaci (normalmente tre) che amministravano gli affari ordinari.
Compito delle comunità era regolare la vita quotidiana degli abitanti: gli statuti infatti contenevano le norme di base in materia di agricoltura, foreste, viabilità locale, gestione degli acquedotti e delle fontane. Oltre a questo, naturalmente, gli statuti contenevano le norme che regolavano la vita amministrativa, ovvero l'elezione dei sindaci, il modo di votare nei parlamenti, ecc.
Ciascuna vicaria comprendeva alcune comunità, dalle pochissime di Montignoso o Minucciano alle oltre cento del Commissariato delle Seimiglia.